# اچ‌ام‌اس تایلر (کی۵۷۶)
اچ‌ام‌اس تایلر (کی۵۷۶) (به انگلیسی: HMS Tyler (K576)) یک کشتی بود که طول آن ۳۰۶ فوت (۹۳ متر) بود. این کشتی در سال ۱۹۴۳ ساخته شد.